# Oria, Tây Ban Nha
Oria là một đô thị thuộc tỉnh Almería, ở cộng đồng tự trị Andalusia, Tây Ban Nha. Đô thị này có diện tích 235 km², dân số năm 2005 là 2488 người.

## Biến động dân số
| 1999  | 2000  | 2001  | 2002  | 2003  | 2004  | 2005  |
| ----- | ----- | ----- | ----- | ----- | ----- | ----- |
| 2,138 | 2,129 | 2,128 | 2,161 | 2,293 | 2,350 | 2,488 |

Nguồn: INE (Tây Ban Nha)